# Nokia 222
A Nokia 222 egy Nokia márkájú dual-sim kártyás és GSM típusú és candybar stílusú mobiltelefon, amelyet eredetileg a Microsoft Mobile fejlesztett ki, és amelyet a Nokia Corporation tervezett. A telefon fekete és fehér színekben kapható.

## Műszaki adatok
A Nokia 222 rendelkezik olyan szolgáltatásokkal, mint a 2.0 MP-es kamera, kihangosítás, multimédia lejátszás, MMS üzenetek, Opera Mini webböngésző, részletes felhasználói útmutató és e-mail kliens. A Facebook és a Twitter alkalmazások, valamint a Microsoft szolgáltatásai, például beépített Bing Keresés és  MSN Időjárás. A Skype GroupMe csevegés az új funkciója. Az akkumulátor beszélgetési ideje legfeljebb 20 óra. A készenléti idő 29 nap az egyszeres SIM-kártyán és 21 nap a dual-SIM számára. Méretei 116 × 50 × 12,9 mm, súlya 79 g. 2G hálózati infrastruktúrát használ, és a mini-SIM segítségével aktiválódik. A telefon legfeljebb 1000 névjegyet tárolhat a címjegyzékében. A Nokia 222-nek a Micro-USB adaptere van, és SLAM (Nokia) SLAM oszthat meg ingyenes játékokkal.
A Nokia 222-t a Közel-Kelet, Afrika, Ázsia és Európa számára 2015 harmadik negyedévében adták ki a fogyasztóknak.